# Agrostis melanthes
Agrostis melanthes é uma espécie de gramínea do gênero Agrostis, pertencente à família Poaceae.